# Béla Sebestyén
Béla Sebestyén (Budapest, 23 gennaio 1885 – Budapest, 19 dicembre 1959) è stato un calciatore ungherese, di ruolo centrocampista.

## Carriera

### Nazionale
Ha collezionato 24 presenze con la propria Nazionale.